# New Inn
New Inn est un village et une communauté du borough de comté de la Torfaen, au pays de Galles. Il est situé à l'est de la ville de Pontypool.

## Démographie
Au recensement de 2011, la communauté de New Inn comptait 5 986 habitants.